# Kawasumi Ayako
Kawasumi Ayako (川澄 綾子, かわすみ あやこ, sinh ngày 30 tháng 3, 1976) là một trong số diễn viên lồng tiếng nổi tiếng nhất trong những năm 2000, nghệ sĩ dương cầm và ca sĩ J-pop người Nhật, sinh ra tại Tokyo, Nhật Bản. Cô được người hâm mộ gọi bằng các tên trìu mến như "Ayachii (あやちー)", "Peyaya (ぺやや)", "Ayasumi (あやすみ)" và "Aya-nē (あやねえ)". Cô từng được đề cử giải nữ seiyuu xuất sắc nhất cho vai Saber trong Fate/Stay Night.

## Tiểu sử và sự nghiệp
Sinh ra tại Tokyo, Nhật Bản. Một số anime như anime Piano: The Melody of a Young Girl's Heart và đặc biệt là bộ anime Nodame Cantabile (do cô thủ vai chính) đều có sự tham gia của cô với vai trò vừa là nhà soạn nhạc, vừa là nhạc công piano. Hiện tại, cô đang làm việc cho Osawa Office.

## Vai lồng tiếng
| Các vai chính được in đậm. 1997 - You're Under Arrest: Nữ nhân viên (tập 33) 1998 - Outlaw Star: Melfina - B Bidaman Bakugaiden V: - Dokkiri Doctor: Ikeda Hideko và Shoku - DT Eightron: Fia - Guardian Angel Getten: Rishu - Initial D: Mogi Natsuki (Natalie Mogi) - Neo Ranga: Aya - Princess Nine: Yuki Azuma - Serial Experiments Lain: Iwakura Mika - Weiß Kreuz: Sayaka 1999 - AD Police: To Serve and Protect: Miyano Kyoko - Black Heaven: Rinko - Crayon Shin-chan: Sōtome Ai (bắt đầu từ tập 339) - Crest of the Stars: Lafiel - Great Teacher Onizuka: Tomoko Nomura & Izumi Naoko - Hoshin Engi: Shinyou - I'm Gonna Be An Angel!: Sara - Initial D: The Second Stage: Mogi Natsuki (Natalie Mogi) - Seraphim Call: Matsumoto Kurumi - ToHeart: Kamigishi Akari - Yoiko: 2000 - Argento Soma: Operator - Banner of the Stars: Lafiel - Candidate for Goddess: Kazuhi Hikura - Ceres, The Celestial Legend: Chidori Kuruma - Gate Keepers: Ikusawa Ruriko - Ghost Stories: Hanako - Mon Colle Knights: Water Angel - NieA 7: Chigasaki Mayuko 2001 - Angel Tales: Turtle Ayumi - Angelic Layer: Kaede Saito - Banner of the Stars II: Lafiel - Comic Party: Akari (cameo) - Gene Shaft: Saito Dolce và Chacha - Great Dangaioh: Manami Mishio - Groove Adventure Rave: Elie - Mahoromatic: Mahoro Andō - Muteki Ō Tri-Zenon: kurara - Sister Princess: Chikage - Zoids: New Century Zero: Rinon (Leena) Toros 2002 - Ai Yori Aoshi: Aoi Sakuraba - Kanon: Misaka Kaori - Mahoromatic: Something More Beautiful: Mahoro Andō - Petite Princess Yucie: Erumina - Piano: Nomura Miu - Please Teacher!: Koishi Herikawa - RahXephon: Megumi Shito - Sister Princess RePure: Chikage - Tokyo Underground: Jilherts Mesett - Tokyo Mew Mew: Jacqueline 2003 - .hack//Legend of the Twilight: Hotaru - Ai Yori Aoshi Enishi: Aoi Sakuraba - Angel Tales Chu: Turtle Ayumi - E's Otherwise: Ruri - Mahoromatic: Summer Special: Andō Mahoro - Please Twins!: Herikawa Koishi - Popotan: Unagi - Scrapped Princess: Winia Chester 2004 - Genshiken: Kanako Ohno - Girls Bravo First Season: Miharu Sena Kanaka - Initial D: The Fourth Stage: Mogi Natsuki (Natalie Mogi) - Kannazuki no Miko: Chikane Himemiya - Kujibiki Unbalance: Kasumi Kisaragi - Kurau Phantom Memory: Kurau Amami - Ninin Ga Shinobuden: Kaede - Samurai Champloo: Fuu - This Ugly Yet Beautiful World: Hikari - To Heart: Remember My Memories: Kamigishi Akari 2005 - Atashin'chi: Emiko - Banner of the Stars III: Lafiel - Best Student Council: Hida Sayuri - Black Jack: Michiru - Bokusatsu Tenshi Dokuro-chan: Shizuki Minakami - Canvas 2 ~Niji Iro no Sketch~: Anna Housen (tập 10) - Fushigiboshi no Futagohime: Elsa - Gallery Fake: Sara Harifa - Girls Bravo Second Season: Miharu Sena Kanaka - Ginban Kaleidoscope: Tazusa Sakurano - Gunparade Orchestra: Sakaki Rimei - He Is My Master: Takami Sugita - Hell Girl: Misato Urano (tập 5) - Kyo Kara Maoh!: Ondine - Oku-sama wa Joshi Kōsei (My Wife is a High School Girl): Asami Onohara - Petopeto-san: Kanna Maeda - Shakugan no Shana: Kazumi Yoshida - Starship Operators: Rio Mamiya - Strawberry Marshmallow: Matsuri Sakuragi - The King of Braves GaoGaiGar Final: Papillon Noir - The Snow Queen: Gerda - Trinity Blood: Catherina (10 năm trước) 2006 - Angel Heart: Yume - Fate/stay night: Saber - Fushigiboshi no Futagohime Gyu!: Elsa - .hack//Roots: Wool - Kanon (2006): Misaka Kaori - Kujibiki Unbalance: Kanako Ohno (tường thuật) - Lovely Idol: Aya Hiwatari - Sōkō no Strain: Sara Werec/Sara Cruz - Tsubasa: Reservoir Chronicle: Suzuran (tập 33) - xxxHolic: Ran (tập 9) - Yume Tsukai: Tōko Mishima - Zegapain: Shizuno Misaki/Yehl - Zero no Tsukaima: Henrietta 2007 - Bokusatsu Tenshi Dokuro-chan 2: Shizuki Minakami - Claymore: Elena - D.Gray-man: Angela/Sophia - Getsumento Heiki Mina: Sumire Nishiha / Mīna Shiwasu - Genshiken 2: Kanako Ohno - Hitohira: Nono Ichinose - KimiKiss pure rouge: Tomoko Kawada - Shattered Angels: Kaon - Mokke: Shizuru Hibara - Nodame Cantabile: Megumi Noda - Potemayo: Mikan Natsu - Princess Resurrection: Hime - Romeo x Juliet: Emilia - Shion no Ō: Shion Yasuoka - Shining Tears X Wind: Blanc Neige and Clalaclan Philias - Shakugan no Shana Second: Kazumi Yoshida - Shinkyoku Sōkai Polyphonica: Eufinley Tsuge - Sky Girls: Otoha Sakurano - Skull Man: Kiriko Mamiya - Zero no Tsukaima: Futatsuki no Kishi: Henrietta - Zombie-Loan: Kōume 2008 - Kanokon: Chizuru Minamoto - Shina Dark: Noel D. Buche - To Love-Ru: Tenjōin Saki - Zero no Tsukaima: Princesses no Rondo: Henrietta - Kyōran Kazoku Nikki: Bác sĩ Eru - Macademi Wasshoi!: Eineus The Vergest - Nodame Cantabile: Paris Chapter: Megumi Noda - Real Drive: Holon - Skip-Beat!: Ruriko Matsunai - Kuroshitsuji: Nữ hoàng Victoria, cô gái (tập 6) - Kemeko Deluxe!: Fumiko Kobayashi - Kiku-chan to ookami: Kiku-chan 2009 - Pandora Hearts: Alice - Tetsuwan Birdy: Decode Season 2: Shouko - Maria-sama ga Miteru 4th season: Hosokawa Yuuko - The Tower of Druaga: The Sword of Uruk: Kirie - Hayate no Gotoku 2nd Season - Tennōsu Athena - Shinkyoku Sōkai Polyphonica Crimson S: Eufinley Tsuge - 07 Ghost: Sister Atena - Queen's Blade: Reina - Pokémon: Diamond and Pearl: Galactic Battles: Urara - Toaru Majutsu no Index: Laura Stuart - Fight Ippatsu! Jūden-chan!!: Reika Galvani - Battle Spirits: Shōnen Gekiha Dan: Mai Viole - Hatsukoi Limited: Sumire Fudounomiya - Kuroshitsuji: Queen Victoria - Tatakau Shisho: Siron 2010 - Cobra the Animation: Ellis - Nodame Cantabile: Finale: Nodame - Ladies versus Butlers!: Tomomi Saikyo - The Qwaser of Stigmata: Miyuri Tsujidō - Gintama: Gedomaru - Maid Sama!: Ayuzawa Minako - Senkou no Night Raid: Shizune Yusa - Bakuman: Kō Aoki/Yuriko Aoki - Okami-san and her Seven Companions - Otsuu Tsurugaya - Toaru Majutsu no Index II: Laura Stuart 2011 - Fate/Zero: Saber - Toaru Majutsu no Index II: Laura Stuart OVA - Tristia of the Deep-Blue Sea: Nanoca Flanka - Strawberry Marshmallow OVA: Matsuri Sakuragi - Usagi-chan de Cue: Miku - Kai Toh Ran Ma: The Animation: Mayura - Kanon Kazahana: Misaka Kaori - Gundam Evolve: Red Snake - Shakugan no Shana Special: Kazumi Yoshida - Sky Girls OVA: Otoha Sakurano - Banner of the Stars III: Lafiel - Dai Mahō Tōge: Anego - Angel Sanctuary: Sara Mudo - Guardian Angel Getten OVA: - Tournament of the Gods: Shizuku-hime - Hamtaro: - .hack//G.U.: Atoli - Nakoruru ~Ano Hito kara no Okurimono~: Manari - Bokusatsu Tenshi Dokuro-chan: Shizuki Minakami - The King of Braves GaoGaiGar Final OVA: Papillon Noir - ONE ~Kagayaku Kisetsu e~: Nagamori Mizuka - Air Gear: Kuro no Hane to Nemuri No Mori: Simca - Sorcerer on the Rocks: Taru-Ho - Starlight Scramble Ren'ai Kohosei: Megumi - Be Rockin' : Kaori Web - Azumanga Daioh: Ayumu Kasuga a.k.a Osaka Phim nhựa - Fate/stay night Unlimited Blade Works: Saber - Ah! My Goddess: The Movie: Morgan le Fay - King of Thorn (Laura Owen) - Initial D Third Stage: Natsuki Mogi - Kino's Journey: Country of Illness -For You-: Inertia - Crayon Shin-chan: Rumble in the Jungle: Ai Suotome - Shakugan no Shana movie: Kazumi Yoshida - Brave Story: Mysterious girl - Sin: The Movie: Elise Stewart | - .hack//G.U.: Atoli - Aitakute... Your Smiles in My Heart: Senna Ninomiya - Angelic Vale series: - Asobi ni Iku Yo! -Chikyu Pinch no Konyaku Sengen-: Erisu - Arknights: Siege - Baldr Force EXE: Tsukina Sasagiri - Blue Dragon: Kluke - Crayon Shin-chan: Kids Station!: Ai Suotome - Cross Tantei Monogatari: Sato Hirokawachie - Dead or Alive series: Kokoro - Dragon Shadow Spell: Miriam - Ehrgeiz: Yoko Kishibojin - Fatal Frame 2: Mayu Amakura - Fate/stay night (2007): Saber - Fate/tiger colosseum (2007): Saber - Fate/tiger colosseum Upper (2008): Saber - Fate/unlimited codes (2008): Saber,Saber Lily and Saber Alter - Forever Kingdom: Faeana - Future GPX Cyber Formula: A New Challenger: Rena Yuuki - Future GPX Cyber Formula: Road to the Infinity series: Rena Yuuki - Gatekeepers 1970: Ruriko Ikusawa - Gensou no Artemis: Mikoto Kuzu - Goemon: Shin Sedai Shuumei: Ebisu - Gokujō Seitokai: Sayuri Hida - Kanon: Misaka Kaori - Kikou Heidan J-Phoenix II: Risa - KimiKiss: Tomoko Kawada - King of Fighters: Hinako Shijou - Kita e: White Illumination: Hayaka Sakyou - Ichigo Mashimaro: Matsuri Sakuragi - Initial D Special Stage: Natsuki Mogi - Mana Khemia: Alchemists of Al-Revis: Isolde Schelling - Mana Khemia 2: Ochita Gakuen to Renkinjutsushi-tachi: Ulrika Myberg - Muramasa: The Demon Blade: Torahime - Namco x Capcom: Sabinu and Wonder Momo - Neosphere of the Deep-Blue Sky: Nanoca Flanka - Odin Sphere: Gwendolyn - ONE ~Kagayaku Kisetsu e~: Miyami Yukimi - Only You - Re cross: Akiduki - Oni: Shinatama - Phantasy Star Universe: Lou, Lumia Waber (Japanese Version) - Piece of Wonder: Amane Saionji - Popotan: Unagi - Princess Maker 4: Rize Dorbas - Rune Factory 2: A Fantasy Harvest Moon: Julia - Shikigami no Shiro III: Yuuki Sayo - Sister Princess: Chikage - SNOW: Sumino Yukiduki - Tales of Legendia: Grune, Schwartz - To Heart: Akari Kamigishi - Trauma Center: Second Opinion: Angie Thompson/Blackwell - Tristia of the Deep-Blue Sea: Nanoca Flanka - Valkyrie Profile 2: Silmeria: Silmeria - Wild Arms: The 4th Detonator: Yulie Ahtreide - Wrestle Angels: Survivor: Chigusa Yuuki - You That Become A Memory ~Memories Off~: Isago Narumi - Winx Club: Bloom - Gunpowder, Treason & Plot: Queen Mary Stuart - Strobe Edge: Kinoshita Ninako - Haru Natsu Aki Fuyu: Natsuki Matsuzaka - Fate/Zero: Saber |